# Marketing de l'offre
Le marketing de l'offre est le marketing  qui cherche à créer une demande non exprimée.
Le marketing au sens classique du terme est un marketing de la demande, s'appuyant sur des attentes recensées auprès du marché ou des clients.
Il est très proche du marketing de l'innovation.

## Exemples de marketing de l'offre
- L'appareil photo GoPro
- La nacelle panoramique du Quantum of the Seas
- Le MP3 de Piaggio
- Le Passport de Blackberry